# پالاجانو
پالاجانو (به ایتالیایی: Palagano) یک کومونه در ایتالیا است که در استان مودنا واقع شده‌است. پالاجانو ۶۰٫۴ کیلومتر مربع مساحت و ۲٬۴۵۵ نفر جمعیت دارد و ۷۰۵ متر بالاتر از سطح دریا واقع شده‌است.